# Консерваторія Штерна
Консерваторія Штерна (нім. Stern'sches Konservatorium) — консерваторія, що існувала в Берліні у 1850—1966 роках.
Була заснована Юліусом Штерном, Теодором Куллаком і Адольфом Марксом під назвою Міська консерваторія в Берліні (нім. Städtisches Konservatorium für Musik in Berlin). У 1855 році Куллак, а пізніше й Маркс покинули новий навчальний заклад, повністю залишивши його в розпорядження Штерна.
1936-го за нового ладу була реформована та перейменована в Консерваторію столиці Рейха (нім. Konservatorium der Reichshauptstadt Berlin). В 1966 Консерваторія Штерна стала частиною Берлінського університету мистецтв, у складі якого називається Інститутом Юліуса Штерна (нім. Julius-Stern-Institut).

## Відомі випускники
- Клаудіо Аррау
- Бруно Вальтер
- Отто Клемперер
- Моріц Мошковський
- Танака Сьохей
- Ханс Аілбоут
- Фредерік Лоу